# Уаикаре (озеро)
Уаикаре (англ. Lake Waikare) — озеро на Северном острове Новой Зеландии.
Расположено в северо-восточной части острова, в верхней пойме реке Уаикато. В 40 километрах к северу от Гамильтона. В озеро впадает несколько небольших рек и ручьёв.
Площадь зеркала — 34 км². Наибольшая глубина — 2 м. Стоки с окрестных полей содержащие остатки удобрений и пестицидов привели к загрязнению вод озера.